# Kučine
Kučine so naselje na Hrvaškem, ki upravno spada pod mesto Solin; le-ta pa spada pod Splitsko-dalmatinsko županijo.

## Demografija
| Pregled števila prebivalcev po letih | Pregled števila prebivalcev po letih | Pregled števila prebivalcev po letih | Pregled števila prebivalcev po letih | Pregled števila prebivalcev po letih | Pregled števila prebivalcev po letih | Pregled števila prebivalcev po letih | Pregled števila prebivalcev po letih | Pregled števila prebivalcev po letih | Pregled števila prebivalcev po letih | Pregled števila prebivalcev po letih | Pregled števila prebivalcev po letih | Pregled števila prebivalcev po letih | Pregled števila prebivalcev po letih | Pregled števila prebivalcev po letih | Pregled števila prebivalcev po letih | Pregled števila prebivalcev po letih |
| ------------------------------------ | ------------------------------------ | ------------------------------------ | ------------------------------------ | ------------------------------------ | ------------------------------------ | ------------------------------------ | ------------------------------------ | ------------------------------------ | ------------------------------------ | ------------------------------------ | ------------------------------------ | ------------------------------------ | ------------------------------------ | ------------------------------------ | ------------------------------------ | ------------------------------------ |
| 1857                                 | 1869                                 | 1880                                 | 1890                                 | 1900                                 | 1910                                 | 1921                                 | 1931                                 | 1948                                 | 1953                                 | 1961                                 | 1971                                 | 1981                                 | 1991                                 | 2001                                 | 2011                                 | 2021                                 |
| 142                                  | 175                                  | 184                                  | 167                                  | 235                                  | 308                                  | 308                                  | 361                                  | 421                                  | 433                                  | 436                                  | 413                                  | 396                                  | 559                                  | 710                                  | 974                                  | 1.082                                |

### Narodna sestava prebivalstva
| Kučine |
| --- |
| 1991 |
| . skupaj: 559 Hrvati 527 (94,27 %) Srbi 9 (1,61 %) Jugoslovani 8 (1,43 %) Slovenci 4 (0,71 %) Črnogorci 1 (0,17 %) Italijani 1 (0,17 %) neopredeljeni 6 (1,07 %) neznano 3 (0,53 %) |